# Thymoites pallidus
Thymoites pallidus là một loài nhện trong họ Theridiidae.
Loài này thuộc chi Thymoites. Thymoites pallidus được James Henry Emerton miêu tả năm 1913.